# Hans Hürlimann
Hans Hürlimann (Walchwil, 6 aprile 1918 – Zugo, 22 febbraio 1994) è stato un politico svizzero, nelle file del PPD. È stato consigliere federale dal 1974 al 1982 e Presidente della Confederazione nel 1979.

## Biografia
Negli anni in cui studiò presso l'università di Friburgo fece parte della confraternita studentesca AV Fryburgia, esistente ancora oggi e conosciuta per i suoi illustri membri.